# Œillet mignardise
Dianthus plumarius
Espèce
Classification phylogénétique
L'œillet mignardise (Dianthus plumarius) est une espèce de plantes de la famille des Caryophyllaceae. C'est l'un des œillets les plus connus.

## Description
Reconnaissable à ses fleurs parfumées, blanches ou rose pâle, à cinq pétales profondément échancrés. C'est une plante vivace glabre, formant des touffes de taille assez petite. La plante peut atteindre entre 30 et 60 cm de hauteur. 
Les feuilles sont grisâtres et assez rugueuses, elles sont placées l'une en face de l'autre de manière sessile et mesurent une largeur d'environ 1 mm. Les feuilles sont grisâtres et assez rugueuses, d'une largeur d'environ 10 mm de long. 
Les fleurs sont à symétrie radiale et hermaphrodite. Elles sont réunies en hampes de 3 à 5 fleurs pourvues de 10 étamines. Les fleurs ont 5 pétales de couleurs variant du rose au blanc de 10 à 15 mm de long.
La floraison a lieu en été, en principe sur sol calcaire et sec. La reproduction par marcottage en juillet est assez aisée.

## Distribution
Cette espèce est originaire d'Europe, et plus précisément d'Autriche, Slovénie et Croatie. Elle fut aussi très précocement introduite en Allemagne, Italie et au Royaume-Uni.
L'œillet mignardise est aussi présente au États-Unis où elle est considérée comme une espèce envahissante dans de nombreux états.